# Ландо, Гутман Самуилович
Товий-Гутман Самуилович Ландо (рум. Gutman Lando, 1877/1878 — 21 мая 1942, Кишинёв) — глава бессарабской еврейской общины, действовавшей в Молдавской Демократической Республике и Румынии.
Его работа была связана с городом Кишинёв, где он также был государственным служащим и был занят в зерноторговле. Ландо, являясь членом законодательного органа Молдавской Республики (рум. Sfatul Ţării) в 1918 году, а с оккупацией Кишинёва в июле 1942 года был назначен режимом Иона Антонеску на пост главы кишинёвского юденрата — то есть, фактически, отвечал за Кишинёвское гетто. Не сумев предотвратить депортацию узников гетто в Транснистрию, покончил с собой 21 мая 1942 года; его жена также пыталась покончить с собой, но была спасена.

## Биография
Гутман Ландо был политически активен в Бессарабии — в те годы, провинции Российской империи — до 1917 года. Он стал ещё более заметной фигурой в 1918 году, когда Бессарабия стала квази-независимой «Молдавской демократической республикой», столицей которой был город Кишинёв. К тому времени ему было около 40 лет и он включился в государственное строительство в молодой Республике, одновременно занимая место в местном законодательном органе Сфатул Цэрие. Тем не менее, он отсутствовал в парламенте во время дебатов 9 апреля 1918 года — по результатам которых Бессарабия объединилась с Румынией.
Впоследствии Ландо интегрировался как в еврейскую, так и в нееврейскую политическую жизнь Великой Румынии. К 1929 году, будучи зерноторговцем в Кишинёве, он также работал в совете общинной организации «Cultura şi Munca» («Культура и труд»), руководимой в те годы Идэ-Лейбом Цирельсоном. Илья Эренбург и Василий Гроссман в «Чёрной книге» отмечали, что он был «популярным общественным активистом».
В июне 1940 года, почти через год после начала Второй мировой войны, войска Советского Союза вошли на территорию Бессарабии. Это стало потрясением для Румынии, где на смену старому режиму пришёл Ион Антонеску. В течение следующих нескольких месяцев новый режим — унаследовавший и активно применявший антисемитские законы, принятые ещё в конце 1930-х годов — создал «теорию заговора», обвиняя евреев как в советской оккупации, так и в предполагаемых террористических актах. Данные утверждения были немедленно опровергнуты общественными лидерами, такими как Хория Карп и Вильгельм Фильдерман, но, как писал историк Деннис Делетант, «эти детали […] мало повлияли на офицеров и солдат румынской армии 1940 года. Бессловесная аргументация основывалась на полном отрицании данных фактов». Согласно более поздним показаниям Ландо, его коллеги и некоторые из его родственников были депортированы советской властью и заключены в ГУЛАГ.
22 июня 1941 года Румыния присоединилась к нападению Третьего Рейха на Советский Союз и вскоре вернула Бессарабию. Евреи Кишинёва оказались под военной оккупацией и были вынуждены переселиться в гетто, очерченное румынскими властями в конце июля. 1 августа в гетто был создан комитет: в него вошли — сам Ландо (в качестве президента), Абрам Шапиро и Э. Битман (в качестве помощников), и девятнадцать других представителей местной интеллигенции. Ландо лично добился того, чтобы в гетто разрешили открыть пекарню и больницу (последняя из которых была укомплектована армейскими врачами); он также обсуждал условия принудительного труда еврейских пленных.
Ситуация в кишинёвском гетто вскоре ухудшилась: недостаток еды приводил к тому, что от 15 до 30 человек умирали в нём ежедневно. Больница также была разкомплектована по соображениям «военной целесообразности». В августе произошли инциденты, в которых солдаты «случайно» убили нескольких еврейских рабочих; в одном из таких случаев капитан Раду Ионеску отдал приказ пулемётной команде открыть огонь по случайной группе еврейских рабочих.
8 октября власти начали осуществлять план массовой депортации кишинёвских евреев в Транснистрию, где другие евреи уже были убиты или оставлены умирать (см. Холокост в Румынии). Вместе с другими лидерами гетто Ландо обратился к командующему жандармерией Константину Василиу, утверждая, что его община лояльна к Румынии и сильно пострадала от советской власти, и отмечая при этом, что масса назначенных к депортации людей была крайне слаба. Письмо оканчивалось просьбой об отсрочке — хотя бы до прихода весны, когда евреи могли бы «легче адаптироваться» к «новому дому». Историк Павел Шапиро утверждал, что Ландо и другие руководители, скорее всего, знали или догадывались, что «смерть депортированных» была желаемым результатом всего проекта «переселения».
Обращение было категорически отвергнуто как Василиу, там и самим Антонеску. 7 октября, когда гетто охватила паника, Ландо вновь обратился к Антонеску с телеграммой с «покорнейшей просьбой» пожалеть евреев-кишинёвцев. Несмотря на это, депортация продолжалась прежним ходом. По словам жены Ландо — Сары — восемнадцать её родственников были депортированы.
22 октября Антонеску отдал приказ, запретивший депортировать крещённых евреев и бывших депутатов Сфатула — в итоге, Ландо остался в Кишинёве. Однако, 30 марта 1942 года румынские власти отменили данный приказ: Антонеску инициировал «зачистку местности». Это означало депортацию 425 евреев, оставшихся в Бессарабии: 257 из них находились в гетто. Несмотря на потраченные на взятки 23 800 леев, Ландо не смог откупиться.
20 мая, когда был отдан приказ на их «эвакуацию», семья Ландо решила совершить самоубийство путём передозировки морфина. Поисковая группа обнаружила, что пара всё ещё дышит, и отправила их в больницу. Сара была спасена и интернирована, избежав депортации; сам Гутман утром 21 мая умер в реанимации. Его смерть является одним из многочисленных случаев «принудительного самоубийства» в гетто. Приказ о депортации перестал применяться с начала 1943 года, а в середине года вообще был отменён. После возобновления советского контроля в 1944 году Сара Ландо дала советским следователям подробные показания о положении в гетто и смертях в её собственной семье.